# Chrysopogon zizanioides
Chrysopogon zizanioides (L.) Roberty, comunemente noto come vetiver (in italiano pronunciato vetivèr dal tamil: வெட்டிவேர்), è una pianta erbacea perenne della famiglia Poacee, originaria dell'India e dell'Indocina. In India occidentale e settentrionale, è popolarmente noto come Khus.

## Descrizione
Il vetiver può crescere fino a 1,5 metri di altezza. Gli steli sono alti e le foglie sono lunghe, sottili, e piuttosto rigide mentre i fiori sono di colore viola-marrone. Diversamente dalla maggior parte delle graminacee, che sviluppano radici orizzontalmente, le radici del vetiver crescono verso il basso, sino a 2-4 metri di profondità.

## Coltivazione
Il genotipo commercialmente più utilizzato di vetiver è sterile e si riproduce tramite gemme basali; pertanto la coltivazione risulta facilmente controllabile.
Il vetiver è ampiamente coltivato nelle regioni tropicali del mondo. I maggiori produttori del mondo sono Pakistan, Sri Lanka, Birmania, Thailandia e Indocina. È stato inoltre naturalizzato in altre regioni, in particolare negli Stati Uniti.

## Usi
- La medicina ayurvedica considera la radice di vetiver rinfrescante e astringente e la consiglia per la sensazione di bruciore, le febbri biliari, sudorazione, stranguria, ulcere e malattie del sangue.[senza fonte]
- Da questa pianta si estrae un olio essenziale molto odoroso, ampiamente utilizzato in profumeria.[1]
- Questa specie colonizza rapidamente i terreni, ed è spesso impiegata in ingegneria naturalistica proprio per evitare l'erosione del suolo. Questo impiego della pianta è conosciuto proprio come "sistema vetiver".[4]È inoltre utilizzata per la fitodepurazione delle acque e del suolo contaminato da metalli pesanti, idrocarburi e sostanze chimiche.[senza fonte]

## Tassonomia
Sinonimi
- Agrostis verticillata Lam.
- Anatherum muricatum (Retz.) P.Beauv.
- Anatherum zizanioides (L.) Hitchc. & Chase
- Andropogon festucoides J.Presl
- Andropogon muricatum Retz.
- Andropogon muricatus Retz.
- Andropogon squarrosus L.f.
- Andropogon zizanioides (L.) Urb.
- Chrysopogon zizanioides (L.) Roberty
- Holcus zizanioides (L.) Kuntze ex Stuck.
- Phalaris zizanioides L.
- Sorghum zizanioides (L.) Kuntze
- Vetiveria arundinacea Griseb.
- Vetiveria muricata (Retz.) Griseb.
- Vetiveria odorata Virey
- Vetiveria odoratissima Bory